# Phil Taylor (dartsjátékos)
Phil Taylor (Stoke-on-Trent, 1960. augusztus 13. –) tizenhatszoros világbajnok angol dartsjátékos, a sportág történelmének legsikeresebb játékosa. 1987-től 1993-ig a British Darts Organisation, majd 1993-tól 2018-ig a Professional Darts Corporation tagja, utóbbi szervezetnek egyik alapítója is. Beceneve "The Power". Azon kevés játékosok egyike, akik mind a két szervezetnél világbajnoki címet tudtak szerezni; Tizenhat világbajnoki címe közül kettőt a BDO-nál, és tizennégyet a PDC-nél nyert. Róla nevezték el a World Matchplay verseny győztesének járó trófeát.

## Életpályája

### Kezdetek
Phil Taylor a dartsozást egy kocsmában kezdte el Stoke-on-Trentben. Ott fedezte fel Eric Bristow, a 80-as évek egyik legnépszerűbb dartsjátékosa. Bristow eldöntötte, hogy támogatja Taylor karrierjét 10 000 fonttal, azzal a feltétellel, hogy Taylor később visszafizeti az összeget.

### BDO
Taylor miután megnyerte a Kanadai nyílt dartsbajnokságot 1990-ben, kivívta a jogot, hogy részt vehessen az 1990-es BDO által rendezett világbajnokságon.
A világbajnokságot ebben az évben meg is nyerte, a döntőben pont a "mentorát" Bristow-t győzte le 6–1-re.
Taylor a következő évben a világbajnokságon már a világranglista első helyezettjeként indult, de nem sikerült a címvédés. A negyeddöntőben Dennis Priestley ejtette ki, aki abban az évben meg is szerezte egyetlen BDO világbajnoki címét.
Taylor egy évvel később újra megnyerte a világbajnokságot, ezúttal Mike Gregory-t legyőzve a döntőben 6–5 arányban.

### PDC
Taylor 1993-ban többek között Eric Bristowwal és még 14 profi játékossal elhagyta a BDO szervezetet, és megalapították a PDC-t, amely azóta mind színvonalban, mind pedig díjazásban és nézettségben is magasabb rangot képvisel, mint a BDO.
Az új világbajnokságon, amelyet már a PDC keretei között rendeztek 1994-ben, Taylor rögtön a döntőbe jutott, ahol azonban 6–1-re kikapott Dennis Priestleytől. Ezután a vereség után a következő 8 évben Taylor legyőzhetetlen volt a világbajnokságokon. 2001-ben Taylor rekordot döntő 107-es átlaggal nyerte meg a világbajnokságot, emellett a kiszállózása is 72% körül volt.
2002-ben megdobta első televíziós kilencnyilasát a Blackpooli Winter Gardens-ben megrendezett World Matchplay tornán.
2003-ban megtört Taylor verhetetlensége, akit a 2001-es döntőben már egyszer legyőzött kanadai ellenfele, a kanadai John Part vert meg.
A 2003-as döntőben elszenvedett vereség után a következő 3 évben újra nem talált legyőzőre Taylor a világbajnokságokon. 2006-ban Taylor már összesen tizenháromszoros világbajnoknak mondhatta magát (2 BDO, 11 PDC).
2007-ben Taylor elszenvedte a harmadik döntőbeli vereségét. Legyőzője a holland Raymond van Barneveld először lett világbajnok a PDC-nél, miután 4 BDO világbajnokságot megnyerve 2006-ban átjött a PDC-hez, és rögtön győzött is.
2007. május 28-án Taylor megnyerte a Premier League-et Terry Jenkins ellen 16–6 leg arányban, és ezzel bebiztosította sorozatban harmadik győzelmét. A Premier League-ben 44 meccsig maradt veretlen, amely mindmáig rekord a sportágban. A tornán az első vereségét 2008-ban a második játéknapján szenvedte el, Raymond van Barneveld ellen. Taylor ebben az évben is a döntőbe került, és ott ezúttal tehetséges honfitársa, James Wade ellen sikerült győznie 16–8-ra.
2008-ban Taylor először nem jutott el a döntőig a PDC-világbajnokságok történelmében. A negyeddöntőben honfitársa Wayne Mardle győzte őt le 5–4-es arányban.
A következő évben újra döntőbe jutott, ahol a 2007-es legyőzőjével Raymond van Barnevelddel találkozott újra, de most magabiztosan 7–1 arányban legyőzte a hollandot.
Ebben az évben (2009) Taylor először nem tudta megnyerni a Premier League-t, ahol még a döntőbe sem sikerült bejutnia. Az angol James Wade nyerte meg végül a tornát, akit Taylor a tavalyi döntőben legyőzött.
Taylor 2010-ben megvédte világbajnoki címét, ahol a döntőben az ausztrál Simon Whitlockkal került össze, aki ellen 7–3-ra győzött. A Premier League 2010-es döntőjében Taylor újra történelmet írt, ezúttal két kilencnyilast dobott a tavalyi bajnok James Wade ellen megnyert meccsen, amely televíziós dartsmeccsen még sosem fordult elő addig. Az elsőt T20,T19,T19;T20,T20,T20;T20,T17,D18 kombinációban dobta, a másodikat pedig T20,T20,T20,T20,T20,T20;T20,T19,D12 formában teljesítette; Utóbbi általában a leggyakoribb kilencnyilas-variáció.
2011-ben a világbajnokságon Taylor a negyeddöntőig menetelt, ahol a walesi Mark Webster állította meg. Ebben az évben sorozatban negyedszer győzedelmeskedett a Darts-Európa-bajnokságon.
A 2012-es világbajnokság sem sikerült jól Taylornak, mivel már a második körben kiesett, honfitársa Dave Chisnall ellen. Ebben az évben tudta utoljára megnyerni a Premier League-t, ahol a döntőben Simon Whitlock-ot győzte le 10–7-es legarányban.
Utolsó világbajnoki címét, a tizenhatodikat, a 2013-as világbajnokságon szerezte, ahol a feltörekvő Michael van Gerwent győzte le 7–4-re a döntőben. A Premier League-ben a döntőig jutott, ahol megismétlődött a világbajnokság fináléja, de most Taylor nem tudta megverni a jó formában játszó van Gerwent.
2014-ben újra a második körben vérzett el a vb-n, ezúttal Michael Smith állította meg. Ebben az évben a világranglistán is lekerült az első helyről, helyét van Gerwen vette át.
A 2014-es Premier League Darts első játéknapját nagyon rosszul kezdte, mivel van Gerwen 7–0-s vereséget mért rá. A következő két játéknapon sem sikerült nyernie, de aztán formajavulásának köszönhetően bejutott az elődöntőbe, de ott a későbbi győztes van Barneveld búcsúztatta.
A 2015-ös világbajnokságon Taylor a fináléig menetelt, de hiába volt a nagyobb esélyese a mérkőzésnek, és voltak meccsnyilai is, mégsem ő emelhette a végén magasba a világbajnoki trófeát, hanem a skót ellenfele, Gary Anderson, aki így először lett világbajnok. A 2015-ös Premier League Darts-on Taylor először nem tudott bejutni az elődöntőbe a torna történelme során.
Taylor a 2016-os világbajnokságon a nyolcaddöntőig jutott, ahol a nagyon jó formában játszó, korábbi BDO világbajnok Jelle Klaasen állította meg 5–4 arányban.
2017-ben a világbajnokságon a negyeddöntőig jutott, ahol a "nagy" ellenfele van Barneveld ejtette ki.
Taylor 2017 januárjában bejelentette, hogy valószínűleg a 2018-as vb lesz az utolsó hivatalos versenye, de ún. „bemutató” mérkőzéseken még elindul, ha meghívják.
A 2018-as világbajnokságon Chris Dobeyt, Justin Pipe-ot, Keegan Brownt, Gary Andersont és Jamie Lewist kiejtve a döntőben 7–2-re kapott ki utolsó versenyén Rob Crosstól.
A döntőt követően a PDC bejelentette, hogy a World Matchplay verseny megnyeréséért járó trófea 2018-tól Phil Taylor nevét fogja viselni.

## Döntői

### BDO nagytornák: 7 döntős szereplés
| Történet                   |
| BDO Világbajnokság (2–0)   |
| Winmau World Masters (1–1) |
| World Darts Trophy (1–1)   |
| British Matchplay (0–1)    |

| Eredmény | Sorszám | Év   | Bajnokság                | Ellenfél a döntőben | Pontok   |
| Győztes  | 1.      | 1990 | BDO Világbajnokság (1)   | Eric Bristow        | 6–1 (sz) |
| Győztes  | 2.      | 1990 | Winmau World Masters (1) | Jocky Wilson        | 3–2 (sz) |
| Döntős   | 1.      | 1991 | British Matchplay        | Dennis Priestley    | 2–5 (sz) |
| Döntős   | 2.      | 1991 | Winmau World Masters     | Rod Harrington      | 2–3 (sz) |
| Győztes  | 3.      | 1992 | BDO Világbajnokság (2)   | Mike Gregory        | 6–5 (sz) |
| Győztes  | 4.      | 2006 | World Darts Trophy (1)   | Martin Adams        | 7–2 (sz) |
| Döntős   | 3.      | 2007 | World Darts Trophy       | Gary Anderson       | 3–7 (sz) |

### PDC nagytornák: 92 döntős szereplés
| Történet                          |
| PDC Világbajnokság (14–5)         |
| World Matchplay (16–1)            |
| World Grand Prix (11–0)           |
| Grand Slam (6–1)                  |
| Premier League (6–2)              |
| UK Open (5–1)                     |
| The Masters (1–0)                 |
| Champions League of Darts (1–0)   |
| Európa-bajnokság (4–0)            |
| Players Championship Finals (3–1) |
| Championship League (4–2)         |
| US Open (3–0)                     |
| Las Vegas Desert Classic (5–0)    |

| Eredmény | Sorszám | Év   | Bajnokság                       | Ellenfél a döntőben   | Pontok    |
| Döntős   | 1.      | 1994 | PDC Világbajnokság              | Dennis Priestley      | 1–6 (sz)  |
| Győztes  | 1.      | 1995 | PDC Világbajnokság (1)          | Rod Harrington        | 6–2 (sz)  |
| Győztes  | 2.      | 1995 | World Matchplay (1)             | Dennis Priestley      | 16–11 (l) |
| Győztes  | 3.      | 1996 | PDC Világbajnokság (2)          | Dennis Priestley      | 6–4 (sz)  |
| Győztes  | 4.      | 1997 | PDC Világbajnokság (3)          | Dennis Priestley      | 6–3 (sz)  |
| Győztes  | 5.      | 1997 | World Matchplay (2)             | Alan Warriner-Little  | 16–11 (l) |
| Győztes  | 6.      | 1998 | PDC Világbajnokság (4)          | Dennis Priestley      | 6–0 (sz)  |
| Győztes  | 7.      | 1998 | World Grand Prix (1)            | Rod Harrington        | 13–8 (l)  |
| Győztes  | 8.      | 1999 | PDC Világbajnokság (5)          | Peter Manley          | 6–2 (sz)  |
| Győztes  | 9.      | 1999 | World Grand Prix (2)            | Shayne Burgess        | 6–1 (sz)  |
| Győztes  | 10.     | 2000 | PDC Világbajnokság (6)          | Dennis Priestley      | 7–3 (sz)  |
| Győztes  | 11.     | 2000 | World Matchplay (3)             | Alan Warriner-Little  | 18–12 (l) |
| Győztes  | 12.     | 2000 | World Grand Prix (3)            | Shayne Burgess        | 6–1 (sz)  |
| Győztes  | 13.     | 2001 | PDC Világbajnokság (7)          | John Part             | 7–0 (sz)  |
| Győztes  | 14.     | 2001 | World Matchplay (4)             | Richie Burnett        | 18–10 (l) |
| Győztes  | 15.     | 2002 | PDC Világbajnokság (8)          | Peter Manley          | 7–0 (sz)  |
| Győztes  | 16.     | 2002 | Las Vegas Desert Classic (1)    | Ronnie Baxter         | 3–0 (sz)  |
| Győztes  | 17.     | 2002 | World Matchplay (5)             | John Part             | 18–16 (l) |
| Győztes  | 18.     | 2002 | World Grand Prix (4)            | John Part             | 7–3 (sz)  |
| Döntős   | 2.      | 2003 | PDC Világbajnokság              | John Part             | 6–7 (sz)  |
| Győztes  | 19.     | 2003 | UK Open (1)                     | Shayne Burgess        | 18–8 (l)  |
| Győztes  | 20.     | 2003 | World Matchplay (6)             | Wayne Mardle          | 18–12 (l) |
| Győztes  | 21.     | 2003 | World Grand Prix (5)            | John Part             | 7–2 (sz)  |
| Győztes  | 22.     | 2004 | PDC Világbajnokság (9)          | Kevin Painter         | 7–6 (sz)  |
| Győztes  | 23.     | 2004 | Las Vegas Desert Classic (2)    | Wayne Mardle          | 6–4 (sz)  |
| Győztes  | 24.     | 2004 | World Matchplay (7)             | Mark Dudbridge        | 18–8 (l)  |
| Győztes  | 25.     | 2005 | PDC Világbajnokság (10)         | Mark Dudbridge        | 7–4 (sz)  |
| Győztes  | 26.     | 2005 | Premier League Darts (1)        | Colin Lloyd           | 16–4 (l)  |
| Győztes  | 27.     | 2005 | UK Open (2)                     | Mark Walsh            | 13–7 (l)  |
| Győztes  | 28.     | 2005 | Las Vegas Desert Classic (3)    | Wayne Mardle          | 6–1 (sz)  |
| Győztes  | 29.     | 2005 | World Grand Prix (6)            | Colin Lloyd           | 7–1 (sz)  |
| Győztes  | 30.     | 2006 | PDC Világbajnokság (11)         | Peter Manley          | 7–0 (sz)  |
| Győztes  | 31.     | 2006 | World Series US Open (1)        | Adrian Lewis          | 13–5 (l)  |
| Győztes  | 32.     | 2006 | Premier League Darts (2)        | Roland Scholten       | 16–6 (l)  |
| Győztes  | 33.     | 2006 | World Matchplay (8)             | James Wade            | 18–11 (l) |
| Győztes  | 34.     | 2006 | World Grand Prix (7)            | Terry Jenkins         | 7–4 (sz)  |
| Döntős   | 3.      | 2007 | PDC Világbajnokság              | Raymond van Barneveld | 6–7 (sz)  |
| Győztes  | 35.     | 2007 | US Open (2)                     | Raymond van Barneveld | 4–1 (sz)  |
| Győztes  | 36.     | 2007 | Premier League Darts (3)        | Terry Jenkins         | 16–6 (l)  |
| Győztes  | 37.     | 2007 | Grand Slam of Darts (1)         | Andy Hamilton         | 18–11 (l) |
| Győztes  | 38.     | 2008 | US Open (3)                     | Colin Lloyd           | 3–0 (sz)  |
| Győztes  | 39.     | 2008 | Premier League Darts (4)        | James Wade            | 16–8 (l)  |
| Győztes  | 40.     | 2008 | Las Vegas Desert Classic (4)    | James Wade            | 13–7 (l)  |
| Győztes  | 41.     | 2008 | World Matchplay (9)             | James Wade            | 18–9 (l)  |
| Győztes  | 42.     | 2008 | World Grand Prix (8)            | Raymond van Barneveld | 6–2 (sz)  |
| Győztes  | 43.     | 2008 | Championship League (1)         | Mervyn King           | 7–5 (sz)  |
| Győztes  | 44.     | 2008 | Európa-bajnokság (1)            | Adrian Lewis          | 11–5 (l)  |
| Győztes  | 45.     | 2008 | Grand Slam of Darts (2)         | Terry Jenkins         | 18–9 (l)  |
| Győztes  | 46.     | 2009 | PDC Világbajnokság (12)         | Raymond van Barneveld | 7–1 (sz)  |
| Győztes  | 47.     | 2009 | Players Championship Finals (1) | Robert Thornton       | 16–9 (l)  |
| Győztes  | 48.     | 2009 | UK Open (3)                     | Colin Osborne         | 11–6 (l)  |
| Győztes  | 49.     | 2009 | Las Vegas Desert Classic (5)    | Raymond van Barneveld | 13–11 (l) |
| Győztes  | 50.     | 2009 | World Matchplay (10)            | Terry Jenkins         | 18–4 (l)  |
| Győztes  | 51.     | 2009 | World Grand Prix (9)            | Raymond van Barneveld | 6–3 (sz)  |
| Döntős   | 4.      | 2009 | Championship League             | Colin Osborne         | 4–6 (l)   |
| Győztes  | 52.     | 2009 | Európa-bajnokság (2)            | Steve Beaton          | 11–3 (l)  |
| Győztes  | 53.     | 2009 | Grand Slam of Darts (3)         | Scott Waites          | 16–2 (l)  |
| Győztes  | 54.     | 2010 | PDC Világbajnokság (13)         | Simon Whitlock        | 7–3 (sz)  |
| Győztes  | 55.     | 2010 | Premier League Darts (5)        | James Wade            | 10–8 (l)  |
| Győztes  | 56.     | 2010 | UK Open (4)                     | Gary Anderson         | 11–5 (l)  |
| Győztes  | 57.     | 2010 | World Matchplay (11)            | Raymond van Barneveld | 18–12 (l) |
| Győztes  | 58.     | 2010 | Európa-bajnokság (3)            | Wayne Jones           | 11–1 (l)  |
| Döntős   | 5.      | 2010 | Championship League             | James Wade            | 5–6 (l)   |
| Győztes  | 59.     | 2011 | Players Championship Finals (2) | Gary Anderson         | 13–12 (l) |
| Győztes  | 60.     | 2011 | World Matchplay (12)            | James Wade            | 18–8 (l)  |
| Győztes  | 61.     | 2011 | Európa-bajnokság (4)            | Adrian Lewis          | 11–8 (l)  |
| Győztes  | 62.     | 2011 | World Grand Prix (10)           | Brendan Dolan         | 6–3 (sz)  |
| Győztes  | 63.     | 2011 | Championship League (2)         | Paul Nicholson        | 6–1 (l)   |
| Győztes  | 64.     | 2011 | Grand Slam of Darts (4)         | Gary Anderson         | 16–4 (l)  |
| Győztes  | 65.     | 2012 | Premier League Darts (6)        | Simon Whitlock        | 10–7 (l)  |
| Döntős   | 6.      | 2012 | UK Open                         | Robert Thornton       | 5–11 (l)  |
| Győztes  | 66.     | 2012 | World Matchplay (13)            | James Wade            | 18–15 (l) |
| Győztes  | 67.     | 2012 | Championship League (3)         | Simon Whitlock        | 6–4 (l)   |
| Győztes  | 68.     | 2012 | Players Championship Finals (3) | Kim Huybrechts        | 13–6 (l)  |
| Győztes  | 69.     | 2013 | PDC Világbajnokság (14)         | Michael van Gerwen    | 7–4 (sz)  |
| Döntős   | 7.      | 2013 | Premier League Darts            | Michael van Gerwen    | 8–10 (l)  |
| Győztes  | 70.     | 2013 | UK Open (5)                     | Andy Hamilton         | 11–4 (l)  |
| Győztes  | 71.     | 2013 | World Matchplay (14)            | Adrian Lewis          | 18–13 (l) |
| Győztes  | 72.     | 2013 | World Grand Prix (11)           | Dave Chisnall         | 6–0 (sz)  |
| Győztes  | 73.     | 2013 | Championship League (4)         | Michael van Gerwen    | 6–3 (l)   |
| Győztes  | 74.     | 2013 | The Masters (1)                 | Adrian Lewis          | 10–1 (l)  |
| Győztes  | 75.     | 2013 | Grand Slam of Darts (5)         | Robert Thornton       | 16–6 (l)  |
| Döntős   | 8.      | 2013 | Players Championship Finals     | Michael van Gerwen    | 7–11 (l)  |
| Győztes  | 76.     | 2014 | World Matchplay (15)            | Michael van Gerwen    | 18–9 (l)  |
| Győztes  | 77.     | 2014 | Grand Slam of Darts (6)         | Dave Chisnall         | 16–13 (l) |
| Döntős   | 9.      | 2015 | PDC Világbajnokság              | Gary Anderson         | 6–7 (sz)  |
| Döntős   | 10.     | 2015 | Grand Slam of Darts             | Michael van Gerwen    | 13–16 (l) |
| Döntős   | 11.     | 2016 | Premier League Darts            | Michael van Gerwen    | 3–11 (l)  |
| Döntős   | 12.     | 2016 | World Matchplay                 | Michael van Gerwen    | 10–18 (l) |
| Győztes  | 78.     | 2016 | Champions League of Darts (1)   | Michael van Gerwen    | 11–5 (l)  |
| Győztes  | 79.     | 2017 | World Matchplay (16)            | Peter Wright          | 18–8 (l)  |
| Döntős   | 13.     | 2018 | PDC Világbajnokság              | Rob Cross             | 2–7 (sz)  |

### Független nagytornák: 2 döntős szereplés
| Eredmény | Sorszám | Év   | Bajnokság                      | Ellenfél a döntőben | Pontok   |
| Győztes  | 1.      | 1997 | News of the World Championship | Ian White           | 2–0 (l)  |
| Győztes  | 2.      | 2005 | Masters of Darts               | Andy Fordham        | 7–1 (sz) |

### PDC World Series of Darts tornák: 10 döntős szereplés
| Történet                    |
| World Series of Darts (8–2) |

| Eredmény | Sorszám | Év   | Bajnokság               | Ellenfél a döntőben | Pontok   |
| Győztes  | 1.      | 2013 | Sydney Darts Masters    | Michael van Gerwen  | 10–3 (l) |
| Győztes  | 2.      | 2014 | Sydney Darts Masters    | Stephen Bunting     | 11–3 (l) |
| Győztes  | 3.      | 2014 | Perth Darts Masters     | Michael van Gerwen  | 11–9 (l) |
| Döntős   | 1.      | 2015 | Dubai Darts Masters     | Michael van Gerwen  | 8–11 (l) |
| Győztes  | 4.      | 2015 | Sydney Darts Masters    | Adrian Lewis        | 11–3 (l) |
| Győztes  | 5.      | 2015 | Perth Darts Masters     | James Wade          | 11–7 (l) |
| Győztes  | 6.      | 2015 | Japan Darts Masters     | Peter Wright        | 8–7 (l)  |
| Győztes  | 7.      | 2016 | Sydney Darts Masters    | Michael van Gerwen  | 11–9 (l) |
| Győztes  | 8.      | 2017 | Melbourne Darts Masters | Peter Wright        | 11–8 (l) |
| Döntős   | 2.      | 2017 | German Darts Masters    | Peter Wright        | 4–11 (l) |

### PDC csapatversenyek: 8 döntős szereplés
| Eredmény | Sorszám | Év   | Bajnokság               | Ország | Csapattárs   | Ellenfél a döntőben                                     | Pontok    |
| Győztes  | 1.      | 1996 | World Team Championship | —      | Bob Anderson | Chris Mason és Steve Raw                                | 18–15 (l) |
| Döntős   | 1.      | 2007 | World Darts Challenge   | —      | Ray Carver   | Raymond van Barneveld és John Kuczynski                 | 11–14 (l) |
| Győztes  | 2.      | 2009 | Jocky Wilson Cup        | —      | James Wade   | Gary Anderson és Robert Thornton                        | 6–0 (p)   |
| Győztes  | 3.      | 2012 | World Cup of Darts      | Anglia | Adrian Lewis | Ausztrália (Simon Whitlock és Paul Nicholson)           | 4–3 (m)   |
| Győztes  | 4.      | 2013 | World Cup of Darts      | Anglia | Adrian Lewis | Belgium (Kim Huybrechts és Ronny Huybrechts)            | 3–1 (m)   |
| Döntős   | 2.      | 2014 | World Cup of Darts      | Anglia | Adrian Lewis | Hollandia (Michael van Gerwen és Raymond van Barneveld) | 0–3 (m)   |
| Győztes  | 5.      | 2015 | World Cup of Darts      | Anglia | Adrian Lewis | Skócia (Gary Anderson és Peter Wright)                  | 3–2 (m)   |
| Győztes  | 6.      | 2016 | World Cup of Darts      | Anglia | Adrian Lewis | Hollandia (Michael van Gerwen és Raymond van Barneveld) | 3–2 (m)   |

### WDF nagytornák: 2 döntős szereplés
| Eredmény | Sorszám | Év   | Bajnokság              | Ellenfél a döntőben | Pontok     |
| Győztes  | 1.      | 1990 | Europe Cup Singles (1) | Eric Burden         | Ismeretlen |
| Győztes  | 2.      | 1992 | Europe Cup Singles (2) | John Lowe           | 4–2        |

### WDF csapatversenyek: 4 döntős szereplés
| Eredmény | Sorszám | Év   | Bajnokság           | Csapattárs/Ország | Ellenfél a döntőben       | Pontok  |
| Győztes  | 1.      | 1990 | Europe Cup (páros)  | Bob Anderson      | Eric Bristow és John Lowe | 4–2     |
| Győztes  | 2.      | 1990 | Europe Cup (csapat) | Anglia            | Svédország                | 9–1 (l) |
| Győztes  | 3.      | 1991 | World Cup (csapat)  | Anglia            | Wales                     | 9–7 (l) |
| Győztes  | 4.      | 1992 | Europe Cup (csapat) | Anglia            | Wales                     | 9–3 (l) |

### Champion vs Champion: 2 döntős szereplés
| Eredmény | Sorszám | Év   | Ellenfél a döntőben   | Pontok    |
| Győztes  | 1.      | 1999 | Raymond van Barneveld | 21–10 (l) |
| Győztes  | 2.      | 2004 | Andy Fordham          | 5–2 (sz)  |

### Szenior nagytornák: 2 döntős szereplés
| Eredmény | Sorszám | Év   | Bajnokság                     | Ellenfél a döntőben | Pontok    |
| Döntős   | 1.      | 2022 | World Seniors Darts Masters   | David Cameron       | 3–6 (sz)  |
| Döntős   | 2.      | 2022 | World Seniors Darts Matchplay | Robert Thornton     | 10–12 (l) |

1. 1 2 3 4 5 6 7 8 9  (l) = pontszám legekben, (sz) = pontszám szettekben, (p) = pontszám pontokban, (m) = pontszám mérkőzésekben.

## További tornagyőzelmei
| Players Championships - Players Championship (AUS): 2010 - Players Championship (BRI): 2008 - Players Championship (CRA): 2014, 2015 - Players Championship (DER): 2010 (x2) - Players Championship (EIN): 2008 (x2) - Players Championship (GER): 2008 (x2), 2009 (x2) - Players Championship (GIB): 2009 (x2) - Players Championship (HOL): 2005 (x2), 2007 (x2) - Players Championship (IRL): 2005, 2006, 2007, 2008, 2009, 2011 - Players Championship (KIL): 2009 - Players Championship (LAV): 2008 - Players Championship (MID): 2008 - Players Championship (NUL): 2009 (x2) - Players Championship (REA): 2012 - Players Championship (SOU): 2008, 2009 - Players Championship (WAL): 2005, 2006 - Players Championship (WIG): 2010, 2011 (x2) - US Open Players Championship: 2010 UK Open Regionals/Qualifiers - UK Open Regional (IRL): 2002, 2004 - UK Open Regional (MID): 2008, 2009 - UK Open Regional (NWE): 2008 - UK Open Regional (SWE): 2009 - UK Open Regional (SOU): 2003, 2007, 2009 - UK Open Regional (WAL): 2002, 2004, 2006 - UK Open Qualifier: 2010 (x2), 2011 (x2), 2012 (x2), 2014, 2015, 2016 World Series of Darts Events - Sydney Darts Masters: 2013, 2014, 2015, 2016 - Perth Darts Masters: 2014, 2015 - Japan Darts Masters: 2015 - Melbourne Darts Masters: 2017 European Tour Events - German Darts Championship: 2012 - German Darts Masters: 2014 - Gibraltar Darts Trophy: 2013 - Austrian Darts Open: 2016 PDC-csapatvilágbajnokság - PDC World Cup of Darts (csapat): 2012, 2013, 2015, 2016 | - Antwerp Darts Trophy: 2008 - Antwerp Open: 1997, 1998 - Australian Open: 2012 - Battle of the Champions: 1997 - Berlin Open: 1993 - Bobby Bourn Memorial: 2003, 2004, 2005, 2006, 2007, 2008 - British Pentathlon: 1990, 1991 - Canadian Open: 1988 - Center Parcs Masters: 1996 - Champion Vs Champion: 1999, 2004 - China Telecom Cup: 2004 - Dartgala Hengelo: 2005 (x3) - Denmark Open: 1990 - DPA Tournament of Champions: 2012 - Eastbourne Pro: 2002 - Finnish Open: 1990 - German Darts Championship: 2007, 2009 - Gleneagle Irish Masters: 2009 - Hemeco Open Rosmalen: 2009, 2011 - IRL Open Autumn Classic: 2004, 2005 - Isle of Man Open: 1990 - Jersey Festival of Darts: 1990, 1999 - Jocky Wilson Cup: 2009 - Las Vegas Open: 1989 - London Masters: 2008 - Malta Open: 1990 - Masters of Darts: 2005 - MDA Face Off: 2010 - Montreal Open: 2001, 2002 - Munich Open: 2006 - News of the World Championship: 1997 - North American Cup: 2000, 2001, 2002, 2003 - North American Open: 1990, 1991 - Northern Ireland Open: 1989 - Open Lunteren: 2011 - PDC UK Masters: 1994 - PDC UK Matchplay: 1996 - Pontins British Masters: 1990 - Quebec Open: 2001 - RTL7 Masters: 2011 - South African Masters: 2007, 2008, 2009 - Sunparks Masters: 1996 - WDF Europe Cup Singles: 1990, 1992 - WDF Europe Cup Pairs: 1990 - WDF Europe Cup Teams: 1990, 1992 - WDF World Cup Team: 1991 - World Team Championship: 1996 - World Cricket Championship: 2010 |

## Televíziós 9 nyilasai
| Időpont             | Ellenfél              | Torna                      | Kombináció                           | Díjazás/Jutalom        |
| ------------------- | --------------------- | -------------------------- | ------------------------------------ | ---------------------- |
| 2002. augusztus 1.  | Chris Mason           | World Matchplay            | 3 x T20; 3 x T20; T20, T19, D12      | 100 000 £              |
| 2004. június 5.     | Matt Chapman          | UK Open                    | 3 x T20; 3 x T20; T20, T19, D12      | 501 üveg Budweiser-sör |
| 2005. június 12.    | Roland Scholten       | UK Open                    | 3 x T20; 3 x T20; T20, T19, D12      | 501 üveg Budweiser-sör |
| 2007. május 8.      | Raymond van Barneveld | International Darts League | 3 x T20; 3 x T20; T20, T19, D12      | Opel Tigra Twin Top    |
| 2007. június 9.     | Wes Newton            | UK Open                    | 3 x T20; 3 x T20; T20, T19, D12      | 20 000 £               |
| 2008. június 7.     | Jamie Harvey          | UK Open                    | 3 x T20; 2 x T20, T19; 2 x T20, D12  | 25 000 £               |
| 2010. május 24.     | James Wade            | Premier League             | T20, 2 x T19; 3 x T20; T20, T17, D18 | —                      |
| 2010. május 24.     | James Wade            | Premier League             | 3 x T20; 3 x T20; T20, T19, D12      | —                      |
| 2012. február 16.   | Kevin Painter         | Premier League             | 3 x T20; T20, 2 x T19; T20, T17, D18 | —                      |
| 2014. július 23.    | Michael Smith         | World Matchplay            | 3 x T20; 2 x T20, T19; 2 x T20, D12  | —                      |
| 2015. augusztus 22. | Peter Wright          | Sydney Masters             | 3 x T20; 3 x T20; T20, T19, D12      | —                      |

## Világbajnoki szereplései

### BDO
- 1990: Győztes ( Eric Bristow ellen 6–1)
- 1991: Negyeddöntő (vereség  Dennis Priestley ellen 3–4)
- 1992: Győztes ( Mike Gregory ellen 6–5)
- 1993: Második kör (vereség  Kevin Spiolek ellen 1–3)

### PDC
- 1994: Döntő (vereség  Dennis Priestley ellen 1–6)
- 1995: Győztes ( Rod Harrington ellen 6–2)
- 1996: Győztes ( Dennis Priestley ellen 6–4)
- 1997: Győztes ( Dennis Priestley ellen 6–3)
- 1998: Győztes ( Dennis Priestley ellen 6–0)
- 1999: Győztes ( Peter Manley ellen 6–2)
- 2000: Győztes ( Dennis Priestley ellen 7–3)
- 2001: Győztes ( John Part ellen 7–0)
- 2002: Győztes ( Peter Manley ellen 7–0)
- 2003: Döntő (vereség  John Part ellen 6–7)
- 2004: Győztes ( Kevin Painter ellen 7–6)
- 2005: Győztes ( Mark Dudbridge ellen 7–4)
- 2006: Győztes ( Peter Manley ellen 7–0)
- 2007: Döntő (vereség  Raymond van Barneveld ellen 6–7)
- 2008: Negyeddöntő (vereség  Wayne Mardle ellen 4–5)
- 2009: Győztes ( Raymond van Barneveld ellen 7–1)
- 2010: Győztes ( Simon Whitlock ellen 7–3)
- 2011: Negyeddöntő (vereség  Mark Webster ellen 2–5)
- 2012: Második kör (vereség  Dave Chisnall ellen 1–4)
- 2013: Győztes ( Michael van Gerwen ellen 7–4)
- 2014: Második kör (vereség  Michael Smith ellen 3–4)
- 2015: Döntő (vereség  Gary Anderson ellen 6–7)
- 2016: Harmadik kör (vereség  Jelle Klaasen ellen 3–4)
- 2017: Negyeddöntő (vereség  Raymond van Barneveld ellen 3–5)
- 2018: Döntő (vereség  Rob Cross ellen 2–7)

### WSDT
- 2022: Negyeddöntő (vereség  Kevin Painter ellen 0–3)
- 2023: Negyeddöntő (vereség  Richie Howson ellen 1–3)
- 2024: Első kör (vereség  Manfred Bilderl ellen 2–3)